# Lacrimomaxilláris varrat

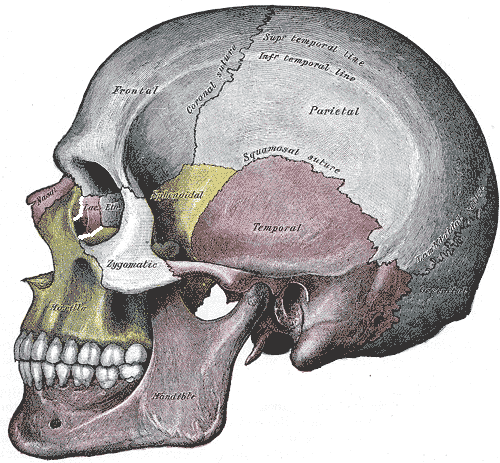
A koponya (cranium) oldalról (a fehér vonalak jelöli a varrat futását)

A lacrimomaxilláris varrat (sutura lacrimomaxillaris) egy koponyavarrat, mely a könnycsont (os lacrimale) és a felső állcsont (maxilla) között található. Egészen pontosan két részből áll, melyek egyike a könnycsont alsó végét köti össze az állcsont mediális végével, míg az erre merőleges rész a könnycsont elülső végét köti össze az állcsont hátsó végével.